# Microprocessori H8S

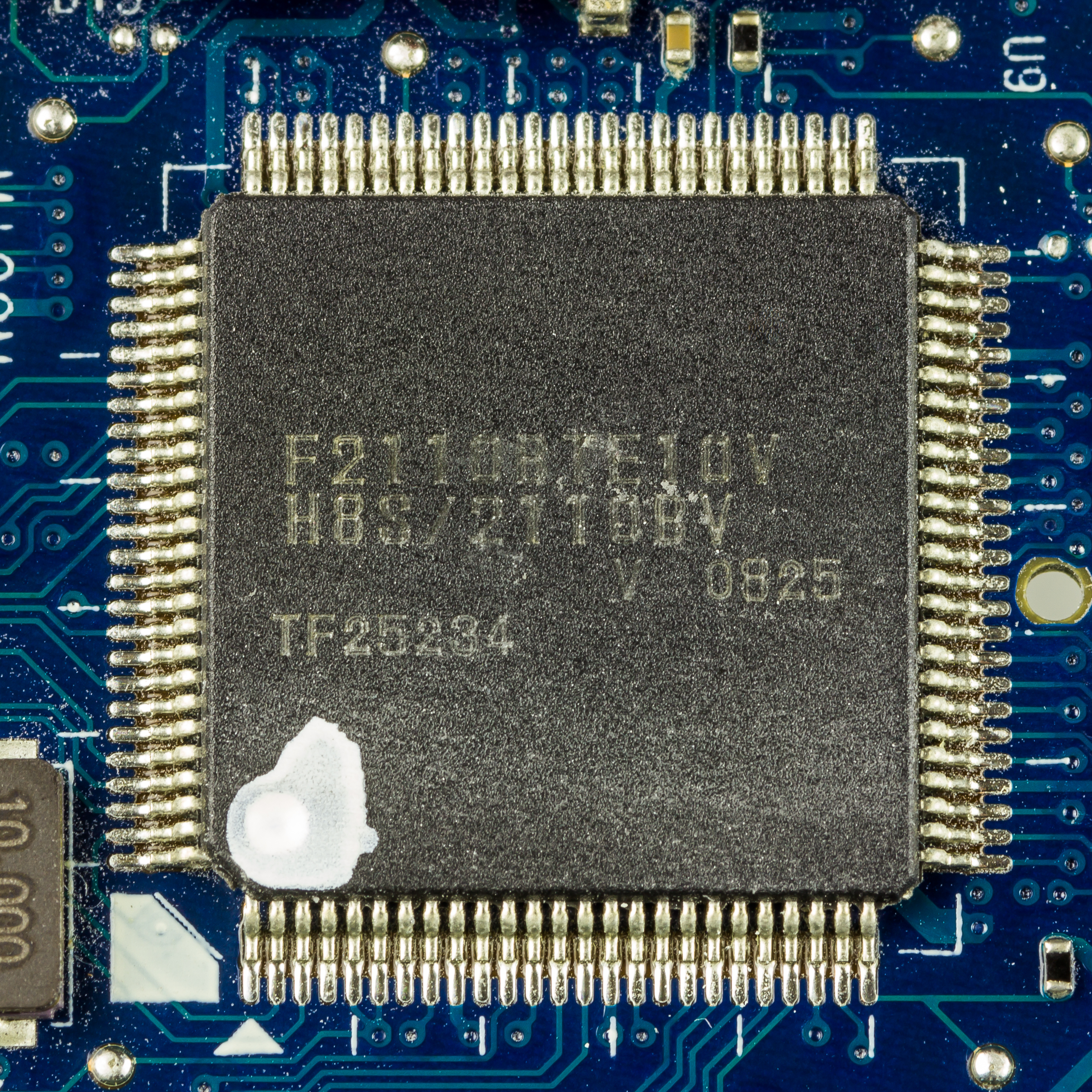
Renesas H8S-2110BV

Il microprocessore H8S è un microcontrollore prodotto da Renesas Technology e utilizzato principalmente nella produzione di schede elettroniche embedded.
Si tratta di un microprocessore a 16 bit che implementa un'architettura originariamente sviluppata da Hitachi e ispirata a quella dei DEC PDP-11. Integra al suo interno una serie di interfacce utili per lo sviluppo di applicazioni embedded, tra le quali un controller per bus ISA, I2 2C, USB, CAN, IE Bus Controller e controller per LCD. Sono inoltre presenti molti (il numero varia a seconda del modello) ingressi e uscite digitali, convertitori A/D e D/A.
Della famiglia H8S fanno parte diversi modelli di microcontrollore, con sigle che vanno da 2100 a 2600.
- La serie 2100 è quella dalle prestazioni più limitate ed è stata proposta per mantenere la compatibilità a livello di pin con i precedenti microprocessori della serie H8 di Hitachi.
- La serie 2200 è in grado di gestire periferiche USB e display LCD.
- A partire dalla serie 2300 la capacità della memoria flash integrata nel chip è aumentata.
- La serie 2400 può inoltre gestire segnali infrarossi da telecomandi ad esempio,
- La serie 2500 e la 2600 offrono prestazioni superiori ai modelli precedenti.